# Hasidäer
Die Hasidäer (von altgriechisch Ἁσιδαῖοι Hasidaioi nach hebräisch חָסִיד ḥāsîd, deutsch ‚Frommer‘, Plural חֲסִידיִם‎ ḥǎsîdîm, ‚Fromme‘ (‚Chassidim‘)), auch Asidäer (vgl. Asidaioi, die griechische Aussprache ohne Spiritus, sowie lateinisch Asidei) oder Chassidim (nicht zu verwechseln mit den Chassidim anderer Zeitperioden), bildeten eine Gemeinschaft im Judentum des 2. Jh. v. Chr., die sich vom hellenophilen Zeitgeist distanzierte und durch ihre besondere Frömmigkeit auszeichnete.

## Einordnung
In der Forschung ist umstritten, in welcher Beziehung die Hasidäer zu anderen jüdischen Gruppierungen des 3.–1. Jh. v. Chr. standen. Ernst Haag zieht eine Verbindung zu den „Verständigen“ (hebräisch מַסכִּילִים maskîlîm), die in Dan 11,33  u.ö. erwähnt werden und in denen er die „Träger der biblischen Danieltradition“ sieht. Die Hasidäer seien aber mit diesen nicht identisch, sondern „die Nachkommen dieser weisheitlich gebildeten Schriftgelehrten“. Andererseits legt sich eine Beziehung zu denen nahe, die sich nach 1 Makk 2,29–38  in die Wüste zurückgezogen hatten, um den religionspolitischen Zwangsmaßnahmen des Antiochos zu entgehen. Werner Dommershausen sieht in den Hasidäern eine fest umrissene Gemeinschaft, die er als direkte „Vorläufer der Essener samt der Qumrangemeinde und der Partei der Pharisäer“ bezeichnet. John Kampen ist zurückhaltender in der Einordnung. Weder im Danielbuch noch in den Qumrantexten tritt eine Gruppierung von Ḥǎsîdîm (oder Ḥǎsîdajja, wie die aramäische Entsprechung heißen müsste) hervor, und auch zu den als Ḥǎsîd bezeichneten Wundertätern der frühen rabbinischen Zeit wie Choni dem Kreiszieher oder Chanina ben Dosa gibt es keinerlei Beziehung. Andererseits muss es sich, da der Gebrauch hebräischer Lehnwörter nur bei Eigennamen oder schwer übersetzbaren Fachtermini üblich war, bei den ‚Hasidäern‘ der Makkabäerbücher doch um einen festen Gruppennamen gehandelt haben.

## Belege
1. ↑  Ernst Haag: Das hellenistische Zeitalter. Israel und die Bibel im 4. bis 1. Jahrhundert v. Chr. Biblische Enzyklopädie 9, Kohlhammer, Stuttgart 2003. ISBN 3-17-012338-6, S. 82.
2. ↑  Christian Habicht: 2. Makkabäerbuch, Jüdische Schriften aus hellenistisch-römischer Zeit I, 3, Gütersloher Verlagshaus, Gütersloh 1976, S. 167–285 (hier S. 271).
3. ↑  Ernst Haag: Das hellenistische Zeitalter. Israel und die Bibel im 4. bis 1. Jahrhundert v. Chr. Biblische Enzyklopädie 9, Kohlhammer, Stuttgart 2003. ISBN 3-17-012338-6, S. 86.
4. ↑  Werner Dommershausen: 1 Makkabäer – 2 Makkabäer, Neue Echter Bibel, Echter Verlag, Würzburg 1980, S. 25.
5. ↑  John Kampen: Hasid, Hasidism II. A. Second Temple and Hellenistic Judaism. In: Encyclopedia of the Bible and Its Reception (EBR). Band 11, De Gruyter, Berlin/Boston 2015, ISBN 978-3-11-031328-4, Sp. 352–359.